# Selected Ambient Works 85-92
Selected Ambient Works 85-92 es el álbum de estudio debut de Aphex Twin, seudónimo del productor y DJ de música electrónica británico Richard David James. Fue lanzado el 9 de noviembre de 1992 a través de Apollo Records, filial del sello belga R&S Records. El álbum consta de pistas de ambient techno al grabadas en un casete que supuestamente datan de 1985, cuando James tenía catorce años. Tras su lanzamiento, recibió elogios generalizados y entró en la lista de álbumes de baile del Reino Unido del Reino Unido en el puesto n.º 6 de diciembre de 1992.
Selected Ambient Works 85-92 se considera una obra clásica y definitoria de electrónica. Periodistas musicales le han atribuido el mérito de ampliar el alcance de la música ambiental y presentar el techno a los fanáticos de la música independiente. El sitio web AllMusic lo describió como «una obra maestra del techno ambiental». El disco es muy diferente de la música ambient sin ritmo producida por el compositor Brian Eno. Desde entonces, Selected Ambient Works 85-92 ha aparecido en las listas de los mejores, y la revista británica Fact lo nombró el mejor álbum de la década de 1990 en 2012.

## Antecedentes
Richard D. James comenzó a experimentar con instrumentos musicales, como el piano de su familia, a una edad temprana. Posteriormente creó música utilizando un ZX Spectrum y un sampler, y también comenzó a reensamblar y modificar sus propios sintetizadores. James dijo que compuso música ambient al año siguiente. En una entrevista con la revista Q en 2014, James afirmó que la pista ambiental «i» surgió de esas primeras grabaciones. Cuando era adolescente, James ganó seguidores de culto como DJ en el Shire Horse Inn en St Ives, con Tom Middleton en el Bowgie Inn en Crantock y en las playas alrededor de Cornwall. Estudió en Cornwall College de 1988 a 1990 para obtener un diploma nacional en ingeniería. Sobre sus estudios, dijo que «la música y la electrónica iban de la mano».
El primer lanzamiento de James, bajo el alias Aphex Twin, fue el EP Analogue Bubblebath de 1991 de 12 pulgadas en Mighty Force Records. Ese mismo año él y Grant Wilson-Claridge fundaron Rephlex Records. James escribió « Digeridoo» para aclarar a su audiencia después de una rave. Aunque se mudó a Londres para tomar un curso de electrónica en la Kingston Polytechnic, le admitió a David Toop que sus estudios de electrónica estaban siendo abandonados mientras seguía una carrera en el género techno. En 1992 James lanzó otro EP, Xylem Tube EP, bajo el nombre de Aphex Twin, así como varios sencillos y EP bajo el nombre de Caustic Window.

## Composición
Se dice que Selected Ambient Works se grabó entre 1985 y 1992 (comenzando cuando James tenía catorce años) utilizando equipos caseros construidos con sintetizadores estándar, así como cajas de ritmos. La calidad del sonido de la grabación se ha descrito como mala debido a que fue grabada en un casete dañado por un gato. El álbum es muy diferente de la música ambient sin ritmo producida por Brian Eno, rindiendo homenaje al «minimalismo refractado» de los compositores Philip Glass y Karlheinz Stockhausen. James dijo más tarde que las canciones de su debut «eran sólo pistas que mis amigos seleccionaron; aquellas con las que les gusta relajarse».
Los comentaristas han clasificado las obras ambientales seleccionadas 85–92 como ambient techno, IDM, electrónica y ambient.  Según Anthony Tognazzini de AllMusic, el álbum se basa en los club rhythms del techno y el acid house, pero añade elementos melódicos «de gran sutileza, belleza y textura atmosférica». Ben Murphy de DJ Mag describió su síntesis de elementos del techno, house, hip-hop, hardcore y ambient, describiendo el álbum como un «paisaje onírico sonámbulo que fundía melodías celestiales de shoegaze en ritmos lentos y techno claro como el hielo, a menudo con una sugerencia de amenaza acechando en las periferias». Afirmó que las «melodías confusas y la voz femenina borrosa» del tema de apertura «Xtal» colocan el tema «en una zona similar a los artistas contemporáneos de shoegaze Seefeel y My Bloody Valentine (aunque sin las guitarras)». Kris Needs de Record Collector declaró que el álbum «demostró un lado misterioso y más tranquilo» de la música de James en contraste con sus abrasivos lanzamientos anteriores, llamando la atención sobre la presencia de «melodías hermosas y sobrenaturales» en gran parte del álbum. Barney Hoskyns describió el álbum como una «mezcla esquizoide de asalto sonoro y melancolía melódica». Pat Blashill de Rolling Stone describió el álbum como «una fusión de exuberantes paisajes sonoros con ritmos oceánicos y líneas de bajo». Jon Savage escribió que el álbum «traspasó los límites entre acid, techno, ambient y psicodélica».
David M. Pecoraro de Pitchfork declaró que «a pesar de la simplicidad de su equipo y enfoque, las canciones aquí son interesantes y variadas, desde los ritmos amigables para la pista de baile de 'Pulsewidth' hasta los ruidos metálicos y zumbidos industriales de 'Green Calx'».  En The Guardian, Geeta Dayal escribió que «Ageispolis» avanza en un «gran barrido cinematográfico». Simon Reynolds describió su melodía como «Satie-esco», sobre un «ritmo incongruentemente estridente e implacable». «Tha» presenta un ritmo «turbio» y un sonido «submarino» según Dayal. Escribiendo para Slant Magazine, Sal Cinquemani notó el uso de «acordes de sintetizador difusos" a lo largo del álbum y llamó la atención sobre la "sensibilidad pop» de James en temas como «Pulsewidth» y «Ptolemy».
Algunas pistas usan samples: «Green Calx» usa un sample de la película RoboCop de 1987, «Xtal» samplea «Evil At Play» de Steve Jeffries, Mary Carewe y Donald Greig, y «We Are the Music Makers» samplea el diálogo de la película de 1971 Willy Wonka & the Chocolate Factory. Probablemente se muestrearon utilizando el Casio FZ-10M de James, que permite al usuario grabar y cargar sonidos mediante un disquete.

## Portada
La portada del álbum muestra de manera prominente el símbolo Aphex Twin, diseñado por Paul Nicholson, quien también fue bailarín en varios de los conciertos en vivo de James durante este período. Nicholson declaró que la intención del dúo para el logotipo era tener una forma «amorfa y suave» sin «líneas afiladas».
Según James, fue un esfuerzo de colaboración: «Él lo diseñó todo, pero yo lo guiaba, como "no, más así, sí, más así", etc. [Fue] idea mía poner el círculo alrededor. Hubo unas cuantas iteraciones antes de que fuera feliz. También fui lo suficientemente astuto como para comprarle los derechos, con mis últimas libras, todavía era un estudiante, porque sabía que sería muy importante para mí y tampoco quería ninguna discusión por el camino».

## Lanzamiento
Selected Ambient Works 85-92 fue lanzado el 9 de noviembre de 1992 por Apollo, una subdivisión ambiental del sello discográfico belga R&S Records. En el Reino Unido, inicialmente solo estaba disponible mediante importación porque un acuerdo de licencia entre R&S y Outer Rhythm había fracasado a principios de año. La liberación de importación tuvo un precio tan alto como £20 (equivalente a £44 actualmente). El álbum fue el primer disco lanzado por R&S en el Reino Unido después de que inició sus propias operaciones en el país en lugar de licenciar sus lanzamientos a otro sello. James dejó R&S Records después del lanzamiento del álbum, ya que había firmado con Warp Records y también deseaba centrarse en su sello Rephlex. Según se informa, R&S comercializó Selected Ambient Works 85-92 como un álbum recopilatorio.
El álbum entró en la UK Dance Chart el Reino Unido en el puesto n.º 6 el 26 de diciembre de 1992. Todavía estaba en el Top 10 cuando el siguiente álbum de James, Surfing on Sine Waves (usando el alias Polygon Window) fue lanzado en enero y brevemente tuvo dos discos en el Dance Top 10 bajo diferentes seudónimos. Selected Ambient Works 85-92 volvió a entrar en la lista justo después del lanzamiento del álbum de Aphex Twin de 2014, Syro.

## Recepción y legado
Selected Ambient Works 85-92 recibió elogios de la crítica y casi de inmediato adquirieron una «enorme reputación underground». Andrew Smith, reseñando el álbum en Melody Maker dos semanas después de su lanzamiento, afirmó: «Desde Kraftwerk, ningún artista había entendido la textura de esta manera, ni había hecho que la música electrónica sonara tan orgánica y resonante, tan llena de vida». El autor y crítico Simon Reynolds, escribiendo en Melody Maker a finales de 1993, calificó el álbum como «el álbum más absolutamente hermoso del 93 [y] también el más significativo», argumentando que «dio credibilidad al entonces emergente género de ambient techno» y «se ganó por sí solo a muchos fanáticos del indie que realmente no habían escuchado mucho techno, animándolos así a buscar más».
La estatura del álbum creció en las décadas posteriores a su lanzamiento. Desde entonces, Selected Ambient Works 85-92 ha sido descrito como un disco definitorio de electrónica y ambient, que mostraba la música electrónica como un trabajo de «matices y ambición» que aprovechaba el formato LP. Neil Mason, editor de la revista Electronic Sound, dijo que el álbum «llegó exactamente en el momento adecuado. La explosión del acid house de 1988 había dado paso a un género musical completamente nuevo, pero en 1992 estaba empezando a asentarse y este tipo de música estaba empezando a cruzarse». Al revisar el álbum después de su reedición de 2002, Pat Blashill de Rolling Stone lo llamó un «álbum magnífico y etéreo» en el que James «demostró que el techno podía ser más que música de baile drogadicta». David M. Pecoraro de Pitchfork describió «las líneas de bajo progresivas, los patrones de batería en constante mutación, los tonos de sintetizador que se movían con toda la gracia y fluidez de un bailarín profesional», y describió el álbum como «una de las músicas más interesantes jamás creadas con un teclado y una computadora» a pesar de sus «orígenes primitivos». En 2012, Reynolds describió el álbum como uno que «infunde a la vida cotidiana una perpetua primera oleada de primavera». Peter Manning, en su libro Electronic and Computer Music, afirmó que James, tras el lanzamiento de 85-92, «logró finalmente elevar el estatus [de la música electrónica] a la conciencia general del público en general». El álbum amplió el alcance de la música ambiental y, según Savage, «definió un nuevo romanticismo tecno primitivo». John Bush de AllMusic lo llamó «una obra maestra del ambient techno» y una «obra brillante». El álbum influyó en las obras de The Chemical Brothers, Leftfield, Burial y Floating Points.
Selected Ambient Works 85-92 ha aparecido en varias listas de lo mejor. En 2003, el álbum ocupó el puesto No. 92 en la encuesta «100 mejores álbumes» de NME. Diez años después, NME lo incluyó en su lista de los 500 mejores álbumes de todos los tiempos en el puesto n.º 121. En 2012, Fact lo nombró el mejor álbum de la década de 1990. Tres años después, Spin colocó el disco en el puesto 204 en una lista que recopila los 300 mejores álbumes lanzados entre 1985 y 2014. En 2017, Pitchfork lo nombró el mejor álbum de IDM de todos los tiempos. El álbum también se incluyó en la edición de 2018 del libro 1001 discos que hay que escuchar antes de morir. En 2022, The Independent lo describió como un récord histórico de los noventa. En 2024, Uncut lo ubicó en el puesto 32 en su lista de «Los 500 mejores álbumes de la década de 1990»; el editor John Robinson destacó los «ambientes concisos y misteriosos» del álbum y las «melodías suaves y extrañamente nostálgicas», y agregó: «Si esto recopila el pasado de Richard James, sugiere el futuro de todos los demás».

## Listado de canciones
Todas las canciones escritas y compuestas por Richard D. James. 
| N.º | Título                    | Duración |  |
| 1.  | «Xtal»                    | 4:54     |  |
| 2.  | «Tha»                     | 9:06     |  |
| 3.  | «Pulsewidth»              | 3:46     |  |
| 4.  | «Ageispolis»              | 5:23     |  |
| 5.  | «i»                       | 1:17     |  |
| 6.  | «Green Calx»              | 6:05     |  |
| 7.  | «Heliosphan»              | 4:51     |  |
| 8.  | «We Are the Music Makers» | 7:43     |  |
| 9.  | «Schottkey 7th Path»      | 5:08     |  |
| 10. | «Ptolemy»                 | 7:10     |  |
| 11. | «Hedphelym»               | 6:00     |  |
| 12. | «Delphium»                | 5:26     |  |
| 13. | «Actium»                  | 7:32     |  |

## Personal
Créditos adaptados de las notas de Selected Ambient Works 85-92.
- Richard D. James - escritura, producción

## Listas
| Lista (1992)                 | Posición más alta |
| ---------------------------- | ----------------- |
| UK Dance Albums (Music Week) | 6                 |

| Lista (2014)                  | Posición más alta |
| ----------------------------- | ----------------- |
| Reino Unido (UK Dance Albums) | 30                |

## Certificaciones
| País (Certificador) | Certificación | Ventas certificadas |
| --- | ------------- | ------------------- |
| Reino Unido (BPI) | Plata         | 60 000*             |
| ^cifras de envíos basadas únicamente en la certificación xcifras no especificadas basadas únicamente en la certificación |               |                     |